# Zdeněk Fierlinger
 (août 2021).
Si vous disposez d'ouvrages ou d'articles de référence ou si vous connaissez des sites web de qualité traitant du thème abordé ici, merci de compléter l'article en donnant les références utiles à sa vérifiabilité et en les liant à la section « Notes et références ».
Zdeněk Fierlinger, né le 11 juillet 1891 à Olmütz et mort le 2 mai 1976 à Prague, est un diplomate et homme d'État tchécoslovaque.
Membre du Parti social-démocrate tchèque (ČSSD), il est Premier ministre de Tchécoslovaquie d'avril 1945 à juillet 1946. Après avoir rejoint le Parti communiste tchécoslovaque (KSČ) en 1948, il occupe des responsabilités de premier plan sous la République socialiste tchécoslovaque.

## Biographie
Issu de la haute bourgeoisie, il est diplômé d'une école de commerce en 1910 et travaille en Russie pour le compte de l'entreprise américaine agroalimentaire Mc Cormick.
Lors de la Première Guerre mondiale, il rejoint les Légions tchécoslovaques et participe à la bataille de Zborov contre les Russes.
Après la guerre de 1914-1918, il entre au service diplomatique, se voyant successivement nommé ambassadeur de Tchécoslovaquie aux Pays-Bas, en Roumanie, aux États-Unis, en Suisse et en Autriche.
Il adhère en 1924 au Parti social-démocrate tchèque (ČSSD). De 1937 à 1945, il est ministre plénipotentiaire puis ambassadeur de Tchécoslovaquie en URSS. Il se rapproche alors de Klement Gottwald, président du Parti communiste tchécoslovaque (KSČ), en exil à Moscou, et contribue à la signature du traité d'alliance entre la Tchécoslovaquie et l'URSS, en décembre 1943.
Du 5 avril 1945 au 2 juillet 1946, au début de la Troisième République et sous la présidence d'Edvard Beneš, il dirige le gouvernement tchécoslovaque.
Il devient président du Parti social-démocrate tchèque en 1946. Artisan actif de l'alliance étroite avec les communistes, il perd la tête du parti l’année suivante, à la suite du congrès de Brno, qui marque un virage à droite de la formation.
Après le coup de Prague de février 1948 et l'instauration de la République socialiste tchécoslovaque, il fusionne le Parti social-démocrate avec le Parti communiste tchécoslovaque (KSČ). Il est vice-Premier ministre de 1948 à 1953, ministre du Culte de 1951 à 1953 puis président de l'assemblée nationale tchécoslovaque d'octobre 1953 à juin 1964. Il est membre du comité central du KSČ jusqu'en 1966.
En août 1968, il proteste contre l'invasion des forces du pacte de Varsovie à l'ambassade soviétique et démissionne de la présidence du comité pour l'amitié tchéco-soviétique.
Il meurt le 2 mai 1976 à Prague, à 84 ans.